# Juan Cruz Careaga
Juan Cruz Careaga (nacido el 23 de abril de 1993 en Ramos Mejía, Buenos Aires, Argentina) es un futbolista argentino que se desempeña como volante y enganche. Jugó en las inferiores de Banfield, luego en las inferiores del All Boys.

## Trayectoria

### En All Boys
Realizó su primera pretemporada con el plantel de primera división en el 2012. Debutó en la fecha 14 del torneo clausura del 2012 frente a Independiente, partido que finalizó 3-0 a favor del Albo de Floresta. También participó con el Albo en el Torneo Inicial 2012 jugando 6 partidos en el primer equipo de All Boys. En el Torneo Final 2013 jugó 15 partidos.. En 2014 All Boys, tras descender hizo una limpieza y borró más de 10 jugadores incluyéndolo a Juan Cruz. Actualmente se encuentra en condición de libre.

### En Tristán Suárez
Más allá de tener todo acordado con la dirigencia de Gimnasia de Jujuy, el mediocampista cambio de rumbo y no llegó al conjunto jujeño. En el año 2015 se sumó a Tristán Suárez para afrontar la Primera B Metropolitana.

## Selección Argentina
Fue convocado para presentarse a entrenar con la Preselección Argentina Sub-20 que dirige Marcelo Trobbiani. Disputó un Torneo Cuadrangular Internacional Sub-20 llamado Cuatro Naciones en La Serena, Chile donde participaron Colombia, México y Chile. Argentina obtuvo la Copa Desafío en ese torneo.

## Clubes
| Club              | País      | Año       |
| ----------------- | --------- | --------- |
| All Boys          | Argentina | 2012-2013 |
| All Boys          | Argentina | 2014      |
| Tristán Suárez    | Argentina | 2015      |
| Deportivo Español | Argentina | 2021      |